# 查尔斯·卡利
查尔斯·卡利（英語：Charles Karle，1898年5月15日—1946年6月24日），美国男子赛艇运动员。他曾代表美国参加1928年夏季奥林匹克运动会赛艇比赛，获得男子四人单桨无舵手银牌。